# 朝倉義景
朝倉 義景（あさくら よしかげ） は、戦国時代の武将。越前国の戦国大名。越前朝倉氏最後（11代）の当主。

## 生涯

### 家督相続と前半生
天文2年（1533年）9月24日、越前国の戦国大名で朝倉氏の第10代当主である朝倉孝景の長男として生まれる。生母は広徳院（光徳院）といわれ、若狭武田の一族の娘で武田元信か武田元光の娘とされる。
このとき、父の孝景は41歳であり、唯一の実子であったとされる。幼名は長夜叉と称した。義景の幼少期に関しては不明な点が多く、守役や乳母に関しては一切が不明で、伝わる逸話もほとんどない。
天文17年（1548年）3月、父の孝景が死去したため、16歳で家督を相続して第11代当主となり、延景と名乗る。9月9日には京都に対して代替わりの挨拶を行っている（『御湯殿上日記』）。
当初は若年のため、弘治元年（1555年）までは、従曾祖父の朝倉宗滴（教景）に政務・軍事を補佐されていた。
天文21年（1552年）6月16日、室町幕府の第13代将軍・足利義輝（当時は義藤）より「義」の字を与えられ、義景と改名する。この頃、左衛門督に任官した。将軍の「義」の字を与えられ、一等官である左衛門督の官途を与えられたこと（それまでの朝倉当主は左衛門尉などの三等官）は歴代朝倉家当主の中では異例のことで、これは義景の父・孝景の時代に室町幕府の御供衆・相伴衆に列して地位を高め、また義景が正室に管領であった細川晴元の娘を迎えたことにより幕府と大変親密な関係を構築し、また衰退する室町幕府にとっては朝倉家の守旧的大名の力をさらに必要として優遇したためという。庭籠の巣鷹を義輝に献上して交流を深めていたことも知られている｡
弘治元年（1555年）、宗滴が死去したため、義景は自ら政務を執るようになる。
永禄2年（1559年）11月9日、従四位下に叙位された。
永禄6年（1563年）8月、若狭国の粟屋勝久を攻めた。この頃の若狭守護である武田義統は守護として家臣を統率する力を失っており、粟屋勝久や逸見昌経らは丹波国の松永長頼と通じて謀反を起こしていた。このため、朝倉軍は永禄6年以降、主に秋に粟屋氏攻撃のために若狭出兵を繰り返している（『国吉城籠城記』）。
永禄7年（1564年）9月1日、朝倉景鏡と朝倉景隆を大将とした朝倉軍が加賀国に出兵。9月12日には義景も出陣して本折・小松を落としたのを皮切りとして、9月18日には御幸塚、9月19日には湊川に放火して大聖寺まで進出した後の9月25日に一乗谷に帰陣している。

### 好機を逃す
永禄8年（1565年）5月19日、将軍・足利義輝が三好義継らによって殺害された。義景は義輝殺害を5月20日に武田義統の書状で知っている。8月に朝倉軍は若狭に出兵している。また、8月5日に義輝の叔父にあたる大覚寺義俊が上杉謙信に充てた書状によれば、義輝の弟・覚慶（後の足利義昭）が7月28日に幽閉先の奈良を脱出して近江国に移ることになった背景には朝倉義景の画策があったとしており、この段階で義景は義輝の家臣であった細川藤孝・米田求政・和田惟政ら脱出に関わった人たちと連絡を取り合っていたとみられている。
9月8日、松永久秀に矢島御所から追われ、若狭武田家を頼っていた覚慶、還俗して改め義秋が越前敦賀に動座したため、義景は景鏡を使者として遣わし、その来訪を歓迎した（『上杉家文書』『多聞院日記』『越州軍記』）。義秋は朝倉家の後援を期待して、朝倉・加賀一向一揆の和睦を取り持とうとしたりした。しかし、両者の長年の対立は深刻ですぐに和睦できるものではなかった。
永禄10年（1567年）3月、家臣の堀江景忠が加賀一向一揆と通じて、謀反を企てた。加賀国から来襲した杉浦玄任率いる一揆軍と交戦しつつ、義景は山崎吉家・魚住景固に命じ堀江家に攻撃をしかける。景忠も必死に抗戦をするが、結局、和睦して景忠は加賀国を経て能登国へと没落した。これは朝倉景鏡の讒言による内乱であったと『 朝倉始末記』は記している。
11月21日、義秋を一乗谷の安養寺に迎え、11月27日に義景は祝賀の挨拶を行なっている。信長の仲介により、12月には加賀一向一揆との和解も成立している。
義秋は上杉謙信など諸大名にも上洛を促す書状を送っているが、それらの大名家は隣国との政治情勢などから出兵は難しかった。そのため義秋は義景に上洛戦を求め、12月25日には非公式ながら義景の館を訪問している（『朝倉始末記』『越州軍記』）。また、義秋が発する御内書に義景は副状を添えており、この時の義景は実質的には管領に相当する立場にあり、「朝倉系図」では義景の地位を管領代として記している。
永禄11年（1568年）3月8日、義秋により広徳院が二位の尼に叙せられた。
4月、義秋が朝倉館で元服し義昭と改めた。その後も義昭は朝倉館を訪問し、義景に限らず朝倉一門衆とも関係を深めて、上洛戦を求めた。
6月、義景の嫡男である阿君丸が急死する。
このように義景は義昭が望む上洛戦には冷淡であったため、7月に義昭は美濃国を支配下において勢いに乗る織田信長を頼って動座しようとした。義景は止めようとしたが、義昭は滞在中の礼を厚く謝する御内書を残して越前から去った（『足利季世記』）。

### 信長包囲網
永禄11年（1568年）8月、若狭守護・武田氏の内紛に乗じて介入し、当主である武田元明を保護という名目で小浜から連れ去り、越前一乗谷に軟禁。武田家臣の粟屋勝久や熊谷氏など、一部に従属を拒否する抵抗勢力を残しつつも、若狭を支配下に置いた（『国吉城籠城記』）。この若狭侵攻は当時上洛作戦を展開していた織田信長と浅井長政の援護が目的であったとの説もある。一方で、元明の後見になっていたのは母方の叔父である足利義昭であり、元明の連行・幽閉に反発する義昭と義景の関係が急速に悪化したとする説もある。
永禄11年（1568年）9月、織田信長は足利義昭を奉じて上洛した。上洛した信長は義昭を将軍とし、義昭の命令として義景に対し上洛を2度に渡って命じたが、義景はこれを拒否した。信長側としては、越前は織田領である美濃と京都の間に突き出された槍のような位置に当たり、義景を服属させる必要があった。朝倉側としては、織田家に従うこと自体を嫌ったため、また上洛すれば朝倉軍が長期に渡って本国・越前を留守にする必要があり、それに対する不安があったためとされる。また、義昭側から見ると、粟屋氏ら反朝倉勢力が義昭を頼ってくる中で、武田元明を若狭に復帰させて若狭武田氏を「再興」させることが重要な課題として浮上していたとされる（朝倉側としては認められない）。
このため永禄13年（1570年）4月20日、義景に叛意ありとして越前出兵の口実を与えることになり、義景は織田信長・徳川家康の連合軍に攻められることになる（金ヶ崎の戦い）。連合軍の攻勢を前に、旧若狭武田家臣の粟屋氏・熊谷氏らが信長に降伏。また支城である天筒山城と金ヶ崎城が織田軍の攻勢の前に落城した。義景は後詰のために浅水（現在の福井市）まで出兵したが、居城の一乗谷で騒動が起こったとして引き返した。しかしその後、浅井長政が織田軍を裏切り背後を襲ったため、信長は京都に撤退。朝倉軍は織田軍を追撃したが、織田軍の殿の将の一人である池田勝正に迎撃され、信長をはじめとする有力武将を取り逃がし（『革島文書』『信長公記』）、信長に再挙の機会を与えることとなった。
元亀元年（1570年）6月28日、織田・徳川連合軍と朝倉・浅井連合軍は姉川で激突する（姉川の戦い）。朝倉軍は朝倉景健を総大将として8000の兵力（一説に1万5000人）で徳川軍と対戦したが、榊原康政に側面を突かれ、敗走した。『信長公記』によると浅井・朝倉軍は1100余の損害を出したとされる。織田軍は浅井方の支城の多くを陥落させ、浅井・朝倉側は以後の戦いにおいて不利な立場に陥った。
8月25日、信長が三好三人衆・石山本願寺討伐のために摂津国に出兵（野田・福島の戦い）している隙を突き、義景自ら出陣。浅井軍と共同し、9月20日に織田領の近江坂本に侵攻。信長の弟・織田信治と重臣・森可成を敗死に追い込んだ。さらに大津を焼き働きし、9月21日には醍醐・山科に進駐した。信長が近江まで軍を引き返すと、義景は比叡山に立て籠もり織田軍と対峙する（志賀の陣）。このとき信長は比叡山に、自らに味方するよう要求したが、無視された。
10月20日、織田・朝倉間で小規模な戦闘が発生。信長は義景に日時を定めての決戦を求めたが、義景は無視した（『言継卿記』『尋憲記』『信長公記』）。11月25日、信長は義景の退路を断つために堅田に別軍を送った。11月26日には朝倉・織田間で合戦となるが、双方痛み分けとなった。11月28日、足利義昭・二条晴良らが坂本に下向して和睦の調停を行なった。さらに信長は朝廷へ工作を行なったため、12月に信長と義景は勅命講和することになる。
元亀2年（1571年）1月、信長は秀吉に命じて越前や近江間の交通を遮断・妨害した。6月11日、義景は顕如と和睦し、顕如の子・教如と娘の婚約を成立させた（『顕如上人御書札案留』）。7月に六角義賢が京都に侵攻しようとした際には、洛中で放火などしないようにという書状を送っている（『田川左五郎氏所蔵文書』）。8月、義景は浅井長政と共同して織田領の横山城・箕浦城を攻撃するが、逆に信長に兵站を脅かされて敗退した。この後、信長は前年に朝倉に協力した比叡山を焼き討ちした。
元亀3年（1572年）7月、信長は小谷城を包囲し、虎御前山・八相山・宮部の各砦を整備し始めた。これを見た浅井氏は朝倉氏に「長島一向一揆が尾張と美濃の間を封鎖したので、今出馬してくれれば織田軍を討ち果たせる」と虚報を伝え、義景はこれを信じて支援に赴いた。しかし義景は攻勢には出ず、織田軍から散発的な攻撃を受けると、前波吉継や富田長繁ら有力家臣が信長方に寝返った。9月には織田方の砦が完成。信長は再び日時を決めての決戦を申し入れたが、義景はこれを無視した。9月16日、信長は砦に木下秀吉を残し、横山城へと兵を引いた。
10月、甲斐国の武田信玄が西上作戦を開始。遠江国・三河国方面へ侵攻し、次々と徳川方の城を奪った。この出兵の際、信玄は義景に対して協力を求めている。これを受けて信長が岐阜に撤退すると、義景は浅井勢と共同で打って出たが、虎御前山砦の秀吉隊に阻まれ敗退する。12月3日、義景は部下の疲労と積雪を理由に越前へと撤退してしまい、そのため信玄から激しい非難を込めた文書を送りつけられる（伊能文書）。
元亀4年（1573年）2月16日、信玄は顕如に対して義景の撤兵に対する恨み言を述べながらも再度の出兵を求め、顕如もまた義景の出兵を求めている。3月、義昭が正式に信長と絶縁すると、義景の上洛の噂もあったというが（耶蘇会日本年報）、義景は動かなかった。4月12日、朝倉氏にとって同盟者であった武田信玄が陣中で病死し、武田軍は甲斐に引き揚げた。このため信長は織田軍の主力を浅井・朝倉方に向けることが可能になった。

### 一乗谷炎上
天正元年（1573年）8月8日、信長は3万の軍を率いて近江に侵攻する。これに対して、義景も軍を率いて出陣しようとするが、数々の失態を重ねてきた義景はすでに家臣の信頼を失いつつあり、「疲労で出陣できない」として朝倉家の重臣である朝倉景鏡、魚住景固らが義景の出陣命令を拒否する。このため、義景は山崎吉家、河井宗清らを招集し、2万の軍勢を率いて出陣した。
8月12日、信長は暴風雨を利用して自ら朝倉方の砦である大嶽砦を攻める。信長の奇襲により、朝倉軍は敗退して砦から追われてしまう。
8月13日、丁野山砦が陥落し、義景は長政と連携を取り合うことが不可能になった。このため、義景は越前への撤兵を決断する。ところが信長は義景の撤退を予測していたため、朝倉軍は信長自らが率いる織田軍の追撃を受けることになる。この田部山の戦いで朝倉軍は敗退し、柳瀬に逃走した。
信長の追撃は厳しく、朝倉軍は撤退途中の刀根坂において織田軍に追いつかれ、壊滅的な被害を受けてしまう。義景自身は疋壇城に逃げ込んだが、この戦いで斎藤龍興、山崎吉家、山崎吉延らの武将が戦死した。
義景は疋壇城から逃走して一乗谷を目指したが、この間にも将兵の逃亡が相次ぎ、残ったのは鳥居景近や高橋景業ら10人程度の側近のみとなってしまう。
8月15日、義景は一乗谷に帰還した。ところが朝倉軍の壊滅を知って、一乗谷の留守を守っていた将兵の大半は逃走してしまっていた。義景が出陣命令を出しても、朝倉景鏡以外は出陣してさえ来なかった。
このため、義景は自害しようとしたが、近臣の鳥居・高橋に止められたという。
8月16日、義景は景鏡の勧めに従って一乗谷を放棄し、越前大野の洞雲寺に逃れた。
8月17日、平泉寺の僧兵に援軍を要請する。しかし、信長の調略を受けていた平泉寺は義景の要請に応じずに、洞雲寺を逆に襲ったため、義景は8月19日夕刻、景鏡の防備の不安ありとの勧めから賢松寺に逃れた。
一方、8月18日に信長率いる織田軍は柴田勝家を先鋒として一乗谷に攻め込み、居館や神社仏閣などを放火した。この放火は三日三晩続いたのである。

### 最期
従兄弟の朝倉景鏡の勧めで賢松寺に逃れていた義景であったが、8月20日早朝、その景鏡が織田信長と通じて裏切り、賢松寺を200騎で襲撃した（六坊賢松寺の戦い）。ここに至って、朝倉義景は自刃を遂げた。享年41。
最期の地は大野にあった六坊賢松寺であるが廃寺となっておりその所在地は定かではない。

## 死後
死後、高徳院や小少将、愛王丸ら義景の血族の多くも信長の命を受けた丹羽長秀によって殺害され、かくして戦国大名としての朝倉氏は滅亡した。義景の首は信長家臣の長谷川宗仁によって、京都で獄門に曝された。
その後、浅井久政・長政共々髑髏に箔濃（はくだみ）を施され、信長が家臣に披露している（「杯にして酒を飲ませた」というのは作り話である）。この信長の行為を桑田忠親は「信長がいかに冷酷残忍な人物であったかがわかる」と評している。この桑田説に対して、桑田の弟子でもある宮本義己は敵将への敬意の念があったことを表したもので、改年にあたり、今生と後生を合わせた清めの場で、三将の菩提を弔い、新たな出発を期したものであり、桑田説は首化粧の風習の見落としによる偏った評価と分析している。

## 辞世
- 「七転八倒　四十年中　無他無自　四大本空」
- 「かねて身の　かかるべしとも　思はずば今の命の　惜しくもあるらむ」

## 墓所

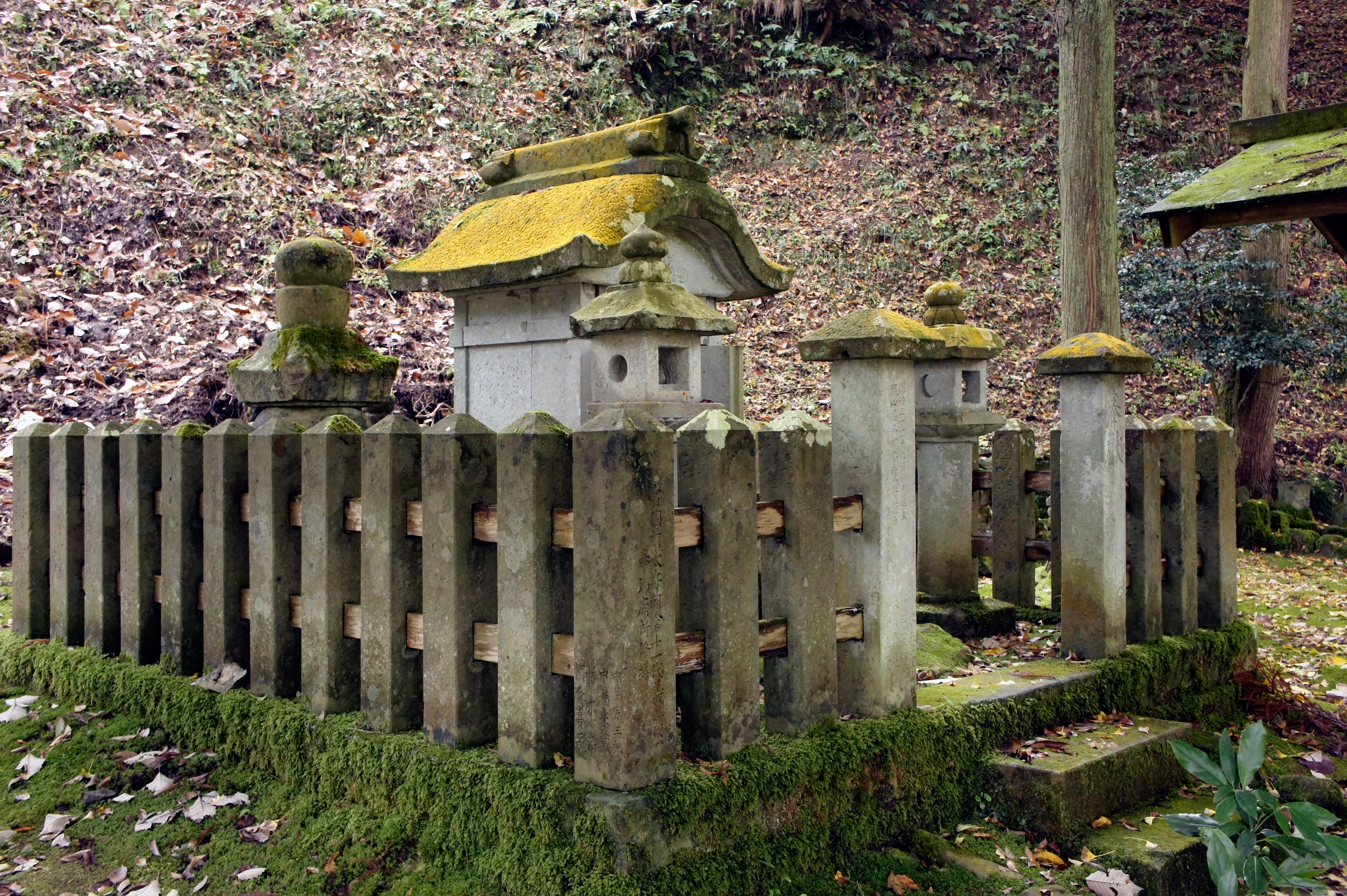
一乗谷にある墓所

朝倉義景墓所（福井市）
福井市の一乗谷の館跡の東南隅旧松雲院墓地内には「朝倉義景墓所」がある。天正4年（1576年）に村民が小祠を建立し、寛文3年（1663年）に福井藩主松平光通が建立した墓塔が建っている。
朝倉義景墓所（大野市）
福井県大野市泉町には義景最期の地である賢松寺から移設されたと考えられる「朝倉義景墓所」があり大野市指定史跡となっている。大野市の墓は江戸時代に建てられたものとされる。

## 人物・評価
- 義景は朝倉氏代々の功績を受け継ぎ、一乗谷に京都から多数の文化人を招き、一大文化圏を築き上げている。
  - 個人としても戦よりも文芸に凝っていたようで、歌道・和歌・連歌・猿楽・作庭・絵画・茶道など多くの芸事を好んで行っていた記録が残る。特に茶道には凝っていたようで、一乗谷からは現在も多くの茶器（当時は高価な輸入品であった唐物茶碗や青磁花瓶、タイ製の壷など）が出土している。
  - 義景の死後、天正9年（1581年）に越前に布教に赴いたルイス・フロイスは、越前のことを「日本において最も高貴で主要な国のひとつであり、五畿内よりも洗練された言語が完全な形で保たれていた」と記している[42]。
- 小笠原流弓術の達者で、度々犬追物を行って弓術を披露している。
- 義景前半の治世では宗滴という信頼できる名将が存在し、その死後も深刻な政治情勢に巻き込まれることが無かったため越前は周辺諸国に比べて安定・平和・栄華を極めた。このため、当時の越前を訪れた者は「義景の殿は聖人君子の道を行ない、国もよく治まっている。羨ましい限りである」と讃えている。また、公家の三条西公条なども越前を羨んだという[43]。
- 義景は各地の大名へかなり多くの書状を発給しており、足利将軍家、美濃国の遠藤氏、越後上杉氏、遠方では薩摩国の島津氏、出羽国の大宝寺氏、安東氏、常陸国の土岐治英など、かなり広範囲にわたって外交を行っている形跡が見られる。また、武田信玄に仕え、諸国使番として各地を巡り、信玄上洛作戦の際にも朝倉氏に使者として赴いた日向宗立から武田流戦術の秘伝を学んだと、前出の土岐治英に書簡を出しており、戦術についても決して伝統的なものに拘らずに新しい戦術を取り入れようとしていた人物である事が窺える[44]。
- 義景は島津義久に「琉球渡海勘合」を申し入れ、通交船の管理に乗り出し、出羽の安東愛季に鉄砲を送り、友好関係を構築した。日本海航路と東シナ海航路を結ぶ貿易圏を作る野心があり、イベリア半島の鉛やイタリアのヴェネツィアで作られたガラス容器が一乗谷から出土している[45]。
- 義景は子宝に恵まれず、他に兄弟もいなかったため、外交などの立場は非常に弱く、他国に人質を送る際にも家臣の子を送らざるを得なかった。また、後継ぎが不在なことが朝倉家内で同族争いを勃発させる要因にもなっていた。結果的に子宝に恵まれなかったことが、朝倉家滅亡の一因を成した[46]。
- 義景は当時の状況を考慮して、足利義昭を奉じての上洛をしなかった。実際に義昭は他の多くの大名らに上洛を促しても無視されており、仮に義景が上洛して義昭を将軍とするとなると三好家と事を構える事にもなり、当時の浅井・朝倉連合の実力ではこれを破って上洛する事は難しかったと思われる[18]。
- 浅井長政の離反で信長は前に朝倉軍、背後に浅井軍という窮地に陥ったが、信長や有力武将の多くを取り逃がした上に近江に出兵したのが5月11日であり、しかも大将は朝倉景鏡で義景は自ら出陣しなかった[47]。
- 志賀の陣で信長が四方に敵を構えて窮地にあった時、信長の挑戦を無視して応じなかった。先鋒隊が京都付近まで迫っていたのに、自らは山科に留まって信長帰洛と和睦の機会を与えた。勅命講和に関しても信長に浅井領を除く近江の領地を承認するというものであり、実質的には信長優位の講和であった[48]。
- 元亀元年（1570年）の信長との講和の際、信長は義景に対して「天下は朝倉殿（義景）持ち給え。我は二度と望みなし」という起請文を出したという（三河物語）[注釈 10]。

### 家族
- 義景は天文17年（1548年）、細川晴元の娘と結婚した。しかし、この正室は女児を出産した直後に死去した。
- 義景は2人目の正室として、近衛稙家の娘・ひ文字姫を迎えた。この正室は「容色無双ニシテ妖桃ノ春ノ園ニ綻ル装イ深メ、垂柳ノ風ヲ含メル御形」（ 朝倉始末記）と評された美女であったが、義景との間に子ができなかったため、離縁されて実家に送り返された。
- 近衛稙家の娘と離縁した後、義景は側室の小宰相を寵愛した。彼女は朝倉氏の重臣・鞍谷副知の娘である。小宰相は永禄4年（1561年）に義景との間に初めての男児である阿君丸を生んだ。ところがその後、小宰相は病死し、阿君丸も永禄11年（1568年）に早世した。嫡男・阿君丸と寵愛した小宰相の死去、さらに家臣の離反など、相次ぐ不幸が義景の関心を政治から遠ざけたとされる。
- 義景は小少将を側室に迎えた後、酒池肉林に溺れたと言われている。『朝倉始末記』においては義景と小少将の関係について、「此女房（小少将）紅顔翠戴人の目を迷すのみに非ず、巧言令色人心を悦ばしめしかば、義景寵愛斜ならず」、「昼夜宴をなし、横笛、太鼓、舞を業とし永夜を短しとす。秦の始皇、唐の玄宗の驕りもこれに過ぎず」とある。姉川の戦いの際にも、義景は小少将を寵愛して、一乗谷に引き籠っていたとされる。

## 家臣

### 一門衆
- 朝倉宗滴
- 朝倉景鏡
- 朝倉景紀
- 朝倉景垙
- 朝倉景恒
- 朝倉景隆
- 朝倉景健
- 朝倉景綱
- 朝倉景連
- 朝倉（北庄）景行
- 朝倉景忠
- 朝倉景嘉
- 朝倉道景
- 向久家

### 越前の家臣
| - 青木景康 - 青木康忠 - 上田紀勝 - 魚住景固 - 大月景秀 - 印牧能信 - 印牧美満 - 河合吉統 - 黒坂景久 - 毛屋猪介 - 小泉長利 - 小泉長治 | - 小林吉隆 - 桜井元忠 - 佐々布光林坊 - 高橋景業 - 栂野吉仍 - 富田景政 - 富田勢源 - 富田長繁 - 鳥居景近 - 萩原宗俊 - 半田吉就 - 福岡吉清 | - 堀吉重 - 堀江景忠 - 堀江景実 - 前波景定 - 前波景当 - 前波吉継 - 真柄直澄 - 真柄直隆 - 溝江景逸 - 溝江長逸 - 三段崎紀存 - 三段崎為之 | - 山内景秋 - 山崎長徳 - 山崎吉家 - 山崎吉健 - 山崎吉延 - 鰐淵吉広 |

## 朝倉義景が登場する作品

### 漫画
- そにしけんじ『ねこねこ日本史』 - 浅井長政と組み、しっぽグルグルの名コンビで天下統一を目指しながら活躍する猫キャラとして描かれる。テレビアニメ版の声優は太田悠介。
- 重野なおき『信長の忍び』 - テレビアニメ版の声優は岸尾だいすけ。

### 小説
- 井ノ部康之『一乗谷炎上―信長と朝倉義景』（幻冬舎、1998年4月）ISBN 4877282319
- 赤神諒『酔象の流儀　朝倉盛衰記』（講談社、2018年12月18日）ISBN 978-4-06-514035-2

### テレビドラマ
- 国盗り物語（1973年、NHK大河ドラマ、演：浜畑賢吉）
- 信長 KING OF ZIPANGU（1992年、NHK大河ドラマ、演：北村総一朗）
- 江〜姫たちの戦国〜 (2011年、NHK大河ドラマ、演︰中山仁)
- 信長協奏曲（2014年、フジテレビ、演：小市慢太郎）
- 麒麟がくる（2020年、NHK大河ドラマ、演：ユースケ・サンタマリア）